# THQ
A THQ Inc. (Toy Headquarters, Játék Főhadiszállás) (NASDAQ: THQI) egy nemzetközi videójáték fejlesztő és kiadó cég. 1989-ben alapították Trinity Acquisition Corporation néven.
A THQ-nál vannak a WWE, az UFC, a Disney/Pixar és a Nickelodeon termékeinek megjátékosításának jogai.

## Története
A cég 2000-ben kezdte meg a terjeszkedését amikor megvásárolta a Volition, Inc.-t. Azóta a THQ stúdióinak száma tizenegyre növekedett.
A THQ terjesztési rendszerének megtalálható az irodái az Amerikai Egyesült Államokban, Kanadában, Dániában, Franciaországban, Németországban, Olaszországban, Spanyolországban, Svájcban, Hollandiában, az Egyesült Királyságban, Ausztráliában, Japánban és Dél-Koreában.
A THQ-nál vannak a WWE, a Disney/Pixar és a Nickelodeon termékeinek megjátékosításának jogai.
2006-ban megvásárolták a Vigil Games-t.
2007. május 10-én bejelentették, hogy a március 31-én záródó negyedévet a cég történelmének legsikeresebbje 1 milliárd dollár nettó bevétellel.
2008 márciusában bejelentették, hogy elkészítik az első olyan cheerleader játékot ami a Wii Balance Board-ot fogja alkalmazáni.
2008. november 3-án bezárták öt stúdiójukat.
2009 márciusában a THQ megvált a Heavy Iron Studios-tól és az Incinerator Studios-tól. Bejelentették, hogy el kívánják adni a Big Huge Games-t.
2009 augusztusában megvásárolták a Midway Studios San Diegó-t 200 000 dollárért.
2013. január 15-én a bíróság pedig igazat adott a részvényeseknek, akik korábbi keresetet nyújtottak be a céget felvásárolni kívánó Clearlake Capital Group befektetési csoport ellen, így a THQ nem maradhatott egyben, a stúdiókat és a licenceket aukció keretein belül kínálták eladásra.
A 2013. január 23-án lezajlott aukció eredménye: A Relic Entertainment a Sega, a Volition, Inc. és a Metro játékok jogai a Koch Media, a THQ Montreal és a South Park: The Stick of Truth kiadásának jogai a Ubisoft, a WWE sorozat és az Evolve jogai a Take-Two Interactive, a Homefront franchise jogai pedig a Crytek tulajdonába kerültek. A Darksiders sorozatról ismert Vigil Games stúdióra, illetve a játékaik jogaira nem érkezett vásárlási ajánlat.

## Leányvállalatai

### Stúdiók
- Blue Tongue Entertainment – Melbourne, 1995-ben alapítva, 2004 novemberében vásárolta meg a THQ
- Juice Games – Warrington, 2003-ban alapítva, 2006-ban vásárolta meg a THQ
- Kaos Studios – New York, 2006-ban alapítva
- Midway Studios San Diego – San Diego, 2009 augusztusában vásárolta meg a THQ
- Rainbow Studios – Phoenix, 1996-ban alapítva, 2001-ben vásárolta meg a THQ
- Relic Entertainment – Vancouver, 1997-ben alapítva, 2004 májusában vásárolta meg a THQ
- THQ Studio Australia – Brisbane 2003 januárjában alapítva
- Universomo – Tampere, 2002-ben alapítva, 2007 májusában vásárolta meg a THQ
- Vigil Games – Austin, 2005-ben alapítva, 2007-ben vásárolta meg a THQ
- Volition, Inc. – Champaign, 1996-ban alapítva, 2000-ben vásárolta meg a THQ

### Részlegek
- External Development Group (XDG) 2006-ban alapítva[5]
- Play THQ a THQ családi részlege. 2007-ben alapították. Első játékuk a Cars Mater-National. A Play THQ adja ki a Disney/Pixar és a Nickelodeon játékokat.
- Slingdot
- THQ Wireless
- ValuSoft

### Megszűnt
- Big Huge Games – Timonium, 2000-ben alapítva, 2009 májusában adták el a 38 Studios-nak
- Concrete Games – Carlsbad, 2004-ben alapítva, 2008 januárjában zárták meg
- Heavy Iron Studios – Los Angeles, 1999-ben alapítva, 2009 márciusában vált meg tőle a THQ
- Helixe – Burlington, 2000-ben alapítva, 2008 novemberében zárták be
- Incinerator Studios – Carlsbad, 2005-ben alapítva, 2009 márciusában vált meg tőle a THQ
- Locomotive Games – Santa Clara, 1997-ben alapítva, 2008 novemberében zárták meg
- Mass Media – Kalifornia, az 1980-as évek végén alapítva, 2008 novemberében zárták meg
- Outrage Games – Ann Arbor, 1997-ben alapítva, 2004-ben zárták meg.[6]
- Paradigm Entertainment – Addison, 1998-ban alapítva, 2008 novemberében zárták meg
- Sandblast Games – Kirkland, 2002-ben alapítva, 2008 novemberében zárták meg